# Жордан II (князь Капуи)
Жордан II (около 1080 — 19 декабря 1127 года) — десятый граф Аверсы и шестой князь Капуи из дома Дренго в 1120 — 1127 годах.
Жордан II был третьим сыном Жордана I Капуанского и Гаительгримы Салернской. Стал вассалом герцога Апулии Рожера I Борсы и получил от него в управление Ночеру. После смерти своего брата Роберта I Капуанского стал регентом при его малолетнем сыне Ричарде III, а после скорой смерти последнего (10 июня 1120 года) стал князем Капуи и графом Аверсы. Жордан II остался в хрониках благочестивым правителем, щедрым к монастырям, в частности, к Монте-Кассино.
Жордан II скончался 19 декабря 1127 года, ему наследовал его сын Роберт II, последний независимый князь Капуи.